# Beachvolleyball-Europameisterschaft 1994

## Frauen
Die Beachvolleyball-Europameisterschaft 1994 der Frauen fand in Espinho statt. Es war die erste EM im Sand für die weiblichen Athletinnen. Siegerinnen wurden Beate Bühler und Danja Müsch, die im Endspiel die Tschechinnen Dolores Storková und Martina Hudcová in drei Sätzen mit 12:3, 10:12, 15:13 bezwangen. Das Spiel um Bronze gewannen die Italienerinnen Lucilla Perrotta und Cristiana Parenzan, die im Halbfinale gegen die Deutschen 4:12 und 7:12 verloren hatten, gegen ein englisches Beachpaar.
Um die Teilnahme der Spielerinnen des USC Münster an der EM hatte es zuvor einige Irritationen gegeben. Teamchef Burkhard Sude hatte bei der Nominierung die in der deutschen Rangliste weiter vorne platzierten Judith Kern und Brigitte Lohse übergangen. Die EM-Teilnehmerinnen rechtfertigten durch den Titelgewinn jedoch ihre Auswahl. Zunächst besiegten sie in der Vorrunde Teams aus Estland, England und Portugal. Danach erlitten sie ihre einzige Niederlage gegen die Italienerinnen und siegten gegen Schweden, Portugal 1 und Russland, bevor ihnen die Revanche gegen die Südeuropäerinnen gelang.

### Ergebnis
| Platz | Nation      | Namen                                 |
| ----- | ----------- | ------------------------------------- |
| 1     | Deutschland | Beate Bühler / Danja Müsch            |
| 2     | Tschechien  | Dolores Storková / Martina Hudcová    |
| 3     | Italien     | Lucilla Perrotta / Cristiana Parenzan |
| 4     | England     | England                               |
| 5     | Portugal    | Portugal 1                            |
| 6     | Estland     | Tiina Põldmaa / Ela Lillemaa x        |
| 7     | Russland    | Natalia Beloussowa / Maria Kopylowa x |
| 8     | Norwegen    | Norwegen                              |

 x Bei Volleybox wurden die Russinnen Fünfte und die Estinnen Achte

## Männer
Die letzte Veranstaltung der Beachvolleyball-Europameisterschaft 1994 der Männer fand in Almería statt. Die zweiten Europameister im Sand wurden die Spitzenreiter der CEV-Rangliste nach dem Event in Spanien. So wurden die Norweger Jan Kvalheim und Bjørn Maaseide die neuen Titelträger. Silber ging an die Vorjahressieger Jean-Philippe Jodard und Christian Penigaud. Bronze erhielten die Deutschen Jörg „Vince“ Ahmann und Axel „Hägar“ Hager.

### Ergebnis
| Platz | Nation      | Namen                                        |
| ----- | ----------- | -------------------------------------------- |
| 1     | Norwegen    | Jan Kvalheim / Bjørn Maaseide                |
| 2     | Frankreich  | Jean-Philippe Jodard / Christian Penigaud xx |
| 3     | Deutschland | Jörg Ahmann / Axel Hager                     |

 xx Bei Volleybox und der Beach Volleyball Database werden die Spanier Javier Bosma und Santiago Aguilera als Zweite aufgeführt, die in Almeria das Endspiel gegen Vince und Hägar verloren hatten. (siehe weiter unten)
Es gab einigen Unmut über das Gebaren der CEV und auch des DVV. So wurde das Turnier in Spanien offiziell als Europameisterschaft deklariert, die Goldmedaillen für den Titel erhielten die Fünften der Veranstaltung. Sehr kurios war außerdem, dass für die Rangliste nicht nur die fünf Wettbewerbe von 1994 ausschlaggebend waren, sondern auch einige Wettkämpfe des Vorjahres in die Bewertung einflossen. Ausgesprochen peinlich war, dass die CEV als Veranstalter es versäumt hatte, genügend Medaillen bereitzustellen. So mussten die Deutschen nach ihrem Sieg ihr Gold wieder abgeben, damit die Norweger ihr Edelmetall erhielten. Die offiziellen Zweiten der EM verschenkten ihre Medaillen an die Spanier, die nach dem Reglement leer ausgegangen waren. Laut Ahmann war das angekündigte Preisgeld von 50.000 auf 30.000 Dollar reduziert worden und der Bonuspool von 50.000 sogar auf 25.000. Nicht zuletzt gab auch der Deutsche Volleyballverband kein gutes Bild ab mit der gegen besseres Wissen erfolgten Bekanntgabe des deutschen Beachpaares als neue Europameister. Diese Pressemeldung musste am nächsten Tag widerrufen werden.
Im Anschluss die Ergebnisse der letzten beiden CEV-Events des Jahres.

### Espinho
| Platz | Nation      | Namen                                 |
| ----- | ----------- | ------------------------------------- |
| 1     | Portugal    | Portugal                              |
| 2     | Spanien     | Spanien                               |
| 3     | Estland     | Estland                               |
| 4     | Tschechien  | Tschechische Republik                 |
| 5     | Russland    | Russland                              |
| 6     | Norwegen    | Jan Kvalheim / Bjørn Maaseide         |
| 12    | Deutschland | Norbert Schupritt / Christian Tiemann |

### Almeria
| Platz | Nation      | Namen                                     |
| ----- | ----------- | ----------------------------------------- |
| 1     | Deutschland | Jörg Ahmann / Axel Hager                  |
| 2     | Spanien     | Javier Bosma / Santiago Aguilera          |
| 3     | Spanien     | Spanien 2                                 |
| 4     | Russland    | Gennadi Tscheremisow / Rushan Dajanow     |
| 5     | Norwegen    | Jan Kvalheim / Bjørn Maaseide             |
| 6     | Frankreich  | Jean-Philippe Jodard / Christian Penigaud |